# Shimotsuke
Shimotsuke (下野市?) è una città giapponese della prefettura di Tochigi.